# Sadko (opéra)
Pour les articles homonymes, voir Sadko.
Personnages
- Sadko, joueur de cithare et chanteur à Novgorod (ténor)
- Lioubava Bouslaevna, sa femme (mezzo-soprano)
- Océan, le roi des mers (basse)
- La Princesse Volkhova, fille d'Océan (soprano)
- Nejata, jeune joueur de cithare à Kiev (contralto)
- Pipeau (Duda), un saltimbanque (basse)
- Chalumeau (Sopel), un saltimbanque (ténor)
- Le Doyen Thomas Nazaritch, échevin de Novgorod (ténor)
- Le Gouverneur Lucas Zinovitch, échevin de Novgorod (basse)
- Le Marchand varègue — viking — (basse)
- Le Marchand vénitien (baryton)
- Le Marchand indien (ténor)
- L'Apparition, un guerrier puissant et mythique déguisé en pèlerin (baryton)
- Personnages secondaires : deux autres saltimbanques, deux bouffons, quatre devins, quatre poissons aux écailles d'or, deux mages, des pèlerins

Airs
- Récitatif et air Si j'avais de l'or (Kaby byka u min'a zalata kazna) (Sadko, Tableau I, Scène 4)
- Complainte de Sadko Ô, chênaie ombreuse (Oj ty, t'omnaja dubravushka !) (Sadko, Tableau II, Scène 7)
- Récitatif et air Toute la nuit, je l'ai attendu en vain (Fs'u noch zhdala jevo ja panaprasnu) (Lioubava, Tableau III, Scène 12)
- Air Ô, mes fidèles compagnons, mercenaires qui travaillez pour moi ! (Goj, druzhyna vernaja, padnachal'naja !) (Sadko, Tableau V, Scène 23)
- Berceuse Le sommeil se promenait sur la rive (Son pa bereshku hadil) (Volkhova, Tableau VII, Scène 31)

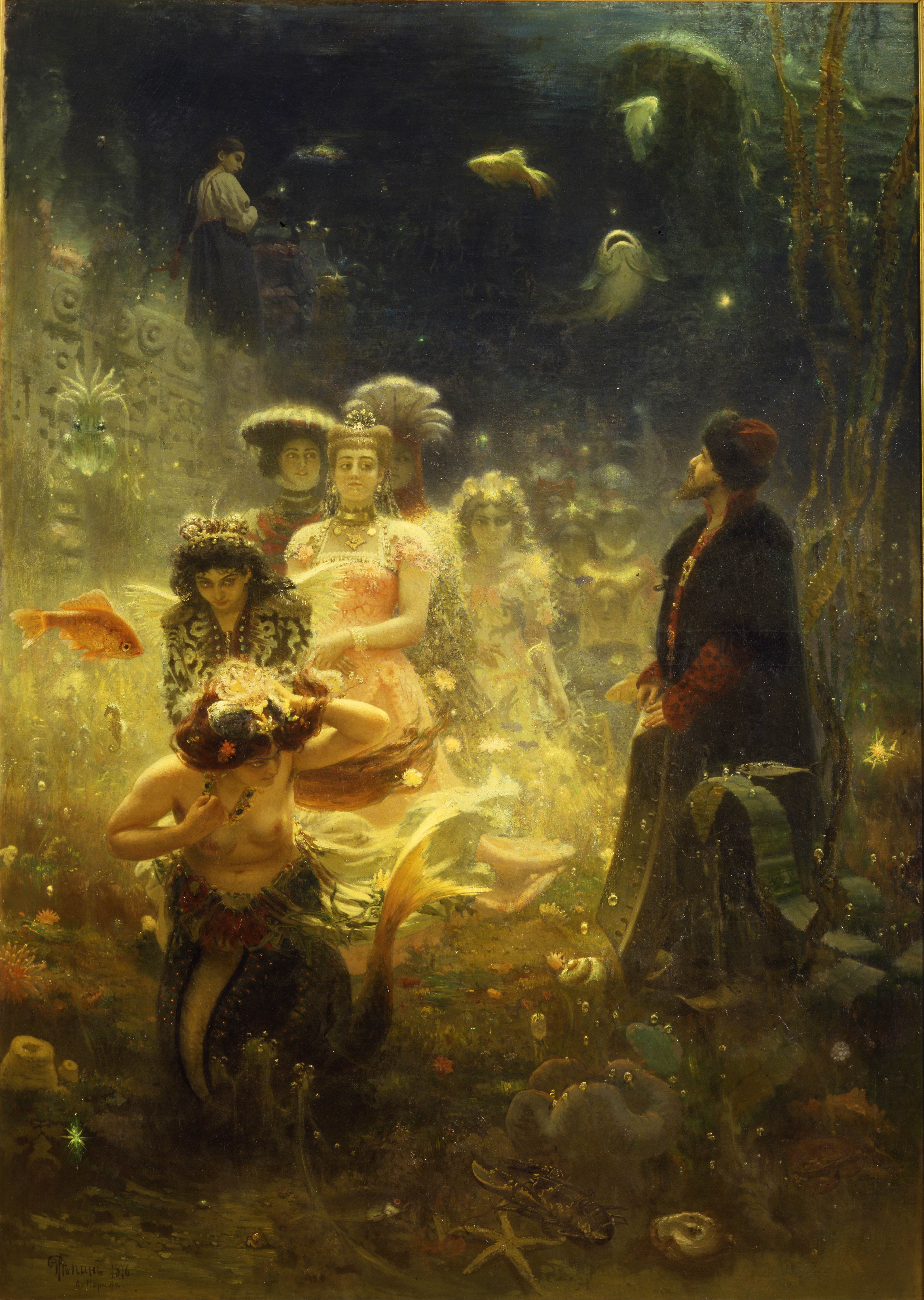
Sadko dans le royaume subaquatique (1876), par Ilia Répine

Sadko (en russe : Садко) est un opéra en sept tableaux de Nikolaï Rimski-Korsakov, pour soli, chœurs, danseurs et orchestre, sur un livret du compositeur (avec diverses collaborations, dont celle de Vladimir Stassov), inspiré de légendes russes chantées (bylines) — notamment celle de Sadko —, achevé en 1896, créé à Moscou en 1898.

## Genèse
Lorsque Rimski-Korsakov envisage la composition d'un opéra sur le thème de Sadko, Vladimir Stassov prédit à son ami que cette œuvre serait sa 'Neuvième Symphonie'. Cette prévision devint partiellement réalité car Sadko représente une étape dans l'évolution artistique de Rimski-Korsakov et réunit les thèmes privilégiés de cet officier de marine : les légendes russes et la mer. Face aux fresques historiques grandioses dépeintes par Modeste Moussorgski dans Boris Godounov et La Khovantchina, Rimski-Korsakov illustre l'aspect à la fois le plus original et le plus profond de l'identité russe : l'imaginaire. Parmi ses quinze opéras, plusieurs font appel à la magie des contes : La Nuit de mai, Snégourotchka, Malda, La Nuit de Noël, Sadko, La Légende de la ville invisible de Kitège et de la demoiselle Fevronia, Le Conte du tsar Saltan, Katcheï l'immortel et Le coq d'or.
Dans un premier temps, Nikolaï Rimski-Korsakov compose en 1867 un poème symphonique intitulé Sadko (poème symphonique) (en) et portant le numéro d'opus 5. Cette pièce de jeunesse est révisée en 1891-1892. En 1895, alors qu'il travaille à un autre opéra d'après Nicolas Gogol, La Nuit de Noël (Noch' pered Rozhdestvom en russe - Ночь перед Рождеством), Rimski-Korsakov entreprend d'écrire parallèlement un "opéra-byline" (sous-titre de l'œuvre) nommé de même Sadko, reprenant le matériau thématique de son poème symphonique et utilisant le principe du leitmotiv. Pour la rédaction du livret, il est aidé notamment par le critique Vladimir Stassov et, surtout, par un historien, spécialiste des légendes russes, Vladimir Bel'skij. Achevé en 1896, l'opéra est présenté à Ivan Vsevolojsky, directeur des théâtres impériaux qui refuse de le programmer pour la saison suivante en arguant que la mise en scène serait complexe et chère à réaliser. Sadko est finalement créé en janvier 1898 (27 décembre 1897 du calendrier julien) au Théâtre Solodovnikov (connu comme l’"Opéra privé russe") de Moscou, appartenant au mécène russe Savva Mamontov. L'œuvre sera ensuite montée au Théâtre Mariinski de Saint-Pétersbourg en 1901 puis au Théâtre Bolchoï de Moscou en 1906.

## Création
- Lieu : Théâtre Solodovnikov (Opéra privé russe), Moscou
- Date de la première : 7 janvier 1898[1]
- Langue : russe
- Musique : Nikolaï Rimski-Korsakov
- Livret : Le compositeur
- Collaborateurs au livret : Vladimir Stassov, Vassili Iastrebtsev, Nikolaï Strupp, Nikolaï Findeisen et Vladimir Bielski (sources : entre autres légendes russes, les bylines Sadko, le riche marchand, La Légende du roi des mers et de la sage Vassilissa et Le Livre de la colombe)
- Décors : Constantin Korovine et Sergueï Malioutine
- Avec Anton Sekar-Rojanski (Sadko), Emilia Negrin-Schmidt (Volkhova), Nikolaï Moutine (l'invité varègue)
- Direction musicale : Michele Esposito

### Créations hors de la Russie
L'opéra a été monté
- 1921 : Théâtre du Casino de Monte-Carlo[2]
- 1927 : Paris (version de concert)
- 1930 : Metropolitan Opera de New York (sous la direction de Tullio Serafin)
- 1931 : Londres au Lyceum Theatre, sous la direction d'Eugène Goossens
- 1938 : la Scala de Milan, sous la direction de Gino Marinuzzi
- 1946 : Staatsoper de Berlin, sous la direction de Johannes Schüler

## Reprises (sélection)
- au Théâtre Mariinsky (Kirov) de Saint-Pétersbourg
  - Date : 26 janvier 1901
  - Langue : russe
  - Décors : Apollinaire Vasnetsov (avec la collaboration de Viktor Vasnetsov)
  - Avec Alexandre Davidov (Sadko), Adelaïda Bolska (Volkhova), Nina Alexandrowna Friede (Lioubava Bouslaevna)
  - Direction musicale : Eduard Nápravník
- au Metropolitan Opera de New York (première américaine)
  - Date : 25 janvier 1930
  - Langue : français
  - Décors : Sergueï Soudeïkine
  - Chorégraphie : August Berger et Rosina Galli
  - Avec Edward Johnson (ténor) (en) (Sadko), Edita Fleischer (Volkhova)
  - Direction musicale : Tullio Serafin

## Argument

### Tableau I
- À Novgorod, dans le palais de la confrérie des marchands, se déroule un grand festin organisé par eux. Outre les membres de cette confrérie, sont présents Netaja, jeune musicien qui chante une byline, les deux échevins de Novgorod, Thomas Nazaritch et Lucas Zinovitch, un second musicien, Sadko, qui interprète à son tour un chant, et des saltimbanques (dont Pipeau et Chalumeau) qui clôturent ce tableau par des chants et danses.

### Tableau II
- Au bord du lac Ilmen (Novgorod), le même soir, Sadko chante une complainte. Apparaissent des cygnes blancs qui se transforment en jeunes femmes, dont la princesse des mers Volkhova et ses sœurs. Sadko tombe sous le charme de la princesse, avec laquelle il entame un duo d'amour. Au petit jour, surgit des eaux le roi des mers, Océan, lequel rappelle à lui ses filles.

### Tableau III
- Dans la maison de Sadko, son épouse Lioubava chante sa solitude. Sadko revient du lac et, perdu dans ses pensées, repousse sa femme puis repart.

### Tableau IV
- Sur le port de Novgorod, la foule afflue autour de marchands venus d'outre-mer. On retrouve également les protagonistes du premier tableau, ainsi que deux mages et des pèlerins. Sadko prétend pouvoir pêcher dans le lac des poissons aux écailles d'or. L'entremise de Volkhova lui permet de réussir cette pêche miraculeuse et, mieux encore, de transformer les poissons en lingots d'or. Sadko, jusqu'alors pauvre, est désormais un marchand riche et admiré. Après avoir généreusement distribué une partie de son or, il invite trois des marchands étrangers à louer leurs pays respectifs par des chants. Puis, ayant soif d'aventures, Sadko prend la mer avec les vaisseaux qu'il a fait affréter.

### Tableau V
- Douze ans plus tard, en plein océan, le navire de Sadko est immobilisé par un calme plat, alors que le reste de sa flotte passe au large. L'équipage se résout à jeter par-dessus bord un tribut au roi Océan. Mais il s'avère que le seul possible est Sadko lui-même : alors que les eaux vont se refermer sur lui, son navire s'éloigne sous le vent revenu.

### Tableau VI
- Sadko se présente au roi Océan et à sa cour, en son palais sous-marin. Après un chant à la gloire de ses hôtes, la main de la princesse Volkhova lui est accordée. Suit un banquet de mariage, assorti de danses et de chants. Mais, après irruption d'une puissante Apparition, Sadko doit quitter le royaume subaquatique, appelé à disparaître à jamais, et regagner Novgorod, avec sa nouvelle épouse.

### Tableau VII
- À l'aurore, au bord du lac Ilmen de nouveau, la princesse Volkhova chante une berceuse à son époux endormi, puis disparaît dans le brouillard. Sadko s'éveille au moment où survient sa première femme, Lioubava. Il implore son pardon et lui renouvelle son amour, tout en exprimant sa lassitude des voyages. Lorsque la brume se lève, apparaît par enchantement la rivière Volkhov, sur laquelle voguent les vaisseaux de Sadko, ouvrant une voie vers la mer. Devant ce nouveau prodige, les protagonistes du quatrième tableau accourent ; finalement, ils glorifient à nouveau Sadko et, après un ultime chant de celui-ci, louent Dieu pour ses bienfaits.

## Numéros
- Introduction La Mer océane bleue (Akian-more sineje) (orchestre)
- Tableau I
  - Scène 1 : Nous voici rassemblés, nous les marchands (Sabralis'a my, gosti targovye) (chœur, échevins)
  - Scène 2 : Byline de Volkh Vseslavitch Accorde ton tympanon — Illuminant jusqu'à la lune dans les cieux (Strunku k strunachke ty nat'agivaj — Prasvet'a svetel mes'ats na nebe) (chœur, Nejata)
  - Scène 3 : Chœur et scène Il sera bientôt midi (Boudit krassen den' v palavinou dn'a) (chœur, Sadko)
  - Scène 4 : Récitatif et air Si j'avais de l'or (Kaby byla u min'a zalata kazna) (Sadko)
  - Scène 5 : Scène Oh, Sad-Sadko, jeune brave (Hoï, ty, Sat-Satko, dobry maladiets) (chœur, échevins, Sadko)
  - Scène 6 : Chant et danse des saltimbanques À Novgorod la Grande vivait jadis un idiot (V Novgorod'e velikam jyl byl douren) (chœur, Pipeau, Chalumeau, les autres saltimbanques)
- Tableau II
  - Scène 7 : Complainte de Sadko Ô, chênaie ombreuse (Hoï ty, t'omnaïa doubravouchka !) (Sadko)
  - Scène 8 : Chœur des belles jeunes filles du royaume sous-marin Ah, ah, ah ! — Sortez du lac bleu (A-a-a — Vykhadite, vy, iz sin'a ozera) (chœur, Volkhova, Sadko)
  - Scène 9 : Ronde chantée de Sadko Joue, mon tympanon (Zaïgraïte, maï goussel'ki) (Sadko, Volkhova)
  - Scène 10 : Duo et chœur La rosée de miel fait étinceler tes tresses (Svet'at rasoju medv'anaju kossy tvaï) (chœur, Sadko, Volkhova)
  - Scène 11 : La lune aux cornes d'or se couche (Miess'ats zalatye rochki zakataïetsa za t'omnyje lessa) (chœur, Océan, Volkhova)
- Tableau III
  - Scène 12 : Récitatif et air Toute la nuit, je l'ai attendu en vain (Fs'u notch jdala ievo ia panaprasnou) (Lioubava)
  - Scène 13 : Ce miracle dont j'ai été le témoin était-il bien réel ? (Ali v'jaf' sa mnoï diva sadeïalas ?) (Sadko, Lioubava)
- Tableau IV
  - Scène 14 : Regarde donc, peuple libre (Pasmatrite ka, l'oudi vol'nye) (chœur, pèlerins, Pipeau, Chalumeau, Nejata, échevins, mages)
  - Scène 15 : Salut à vous, célèbres marchands ! (Paklon vam, gosti imenityje !) (Sadko, échevins, chœur, Volkhova)
  - Scène 16 : Conte et ritournelle Sur le lac Ilmen (Kak na ozere na Il'mene) (Nejata, Pipeau, Chalumeau, échevins, chœur, Sadko)

(chansons des marchands d'outre-mer)
- - Scène 17 : Chanson du marchand varègue En rugissant, les vagues se brisent sur nos falaises redoutables (A skaly groznyje drab'atsa s r'ovam volny) (Le marchand varègue, chœur)
  - Scène 18 : Chanson du marchand indien Les diamants sont innombrables dans les cavernes de pierre (Ni ch'est' almazaf kamennyh picherah (Le marchand indien, chœur)
  - Scène 19 : Deux chansons du marchand vénitien Ville de pierre, mère de toutes les villes (Gorod kamennyj, garadam fsem mat' ) (Le marchand vénitien)
  - (Finale) Scène 20 : Oui, fais route vers la glorieuse Venise ! (A i v Vedenets slavny put' ty derjy) (Nejata, chœur, Chalumeau, Pipeau, Sadko, Lioubava)
  - Scène 21 : Oh, comme les cieux sont hauts (Vyssata li, vyssata li padnebesnaïa) (Sadko, chœur, Nejata, Chalumeau, Pipeau, échevins, Lioubava)
- Tableau V
  - Scène 22 : Ohé, sur la mer bleue (Ush kak po mor'u, mor'u sinemu) (chœur, Sadko)
  - Scène 23 : Air Ô, mes fidèles compagnons, mercenaires qui travaillez pour moi ! (Hoï, droujyna vernaïa, padnatchal 'naïa !) (Sadko, chœur)
  - (Scène et intermède) Scène 24 : Il me semble entendre chanter ? (Nikak pajut ?) (Sadko, Volkhova)
- Tableau VI
  - Scène 25 : Abîmes profonds, mer Océane (Gloup' gloubokaïa, Akian more) (chœur, Volkhova, Océan)
  - Scène 26 : Chant d'exaltation Mer bleue, terrible, vaste (Sineje more grozna, chiroka) (Sadko, Volkhova, Océan, chœur)
  - Scène 27 : Eh bien, Sadko, tu t'y entends pour chanter et jouer ! (Nou, garast, Satko, ty pet' igrat !) (Océan, Volkhova, Sadko)
  - Scène 28 : Danse des petits poissons aux nageoires d'or et aux écailles d'argent - Joue de ton tympanon sonore (Paigraj va gusli zvonkije) (Océan)
  - Scène 29 : Danse générale et finale - Tu es glorieux, terrible roi des mers (Slaven, grozny Tsar' Marskoï) (Sadko, chœur, Volkhova, Océan, l'Apparition)
- Tableau VII
  - Introduction (orchestre) - Scène 30 : Mon héros ! (Moladiets moï) (Volkhova, Sadko)
  - Scène 31 : Berceuse Le sommeil se promenait sur la rive (Son pa berechkou khadil) (Volkhova)
  - Scène 32 : Oh, mon cœur est lourd, je dépéris (Oh, tochna mne, tachn'ohan'ko) (Lioubava, Sadko)
  - Scène 33 : Ah, sois le bienvenu, mon époux attendu ! (A i zdrastvouï je ty, moï jelanny mouch) (Lioubava, Sadko, chœur, Nejata, échevins, marchands)
  - (Finale) Scène 34 : J'ai voyagé dans des pays lointains (F staranah goul'al ya dal'nih) (Sadko, chœur, Nejata, marchands, pèlerins)
  - Scène 35 : Gloire au grand vieillard ! (Slava starchish'u) (ensemble)

## Discographie (sélection)
- Sadko, par Vladimir Galusine (Sadko), Marianna Tarassova (Lioubava), Sergueï Alexachkine (Océan), Valentina Tsidipova (Volkhova), soli, chœurs et orchestre du Théâtre Mariinski (Kirov) de Saint-Pétersbourg, direction musicale Valery Guerguiev, 3 CD Philips réf. 442 138-2, éd. 1994[3] (enregistrement public d'octobre 1993, ayant également fait l'objet d'un DVD Philips réf. 070-4399, éd. 2006)